# Annihilation of the Wicked
Annihilation of the Wicked (в переводе с англ. — «Уничтожение Грешника») — четвёртый студийный альбом американской дэт-метал группы Nile, выпущенный 23 мая 2005 года.

## Об альбоме
Annihilation of the Wicked первый альбом группы с ударником Джорджом Коллиасом, который заменил Тони Лорино. Альбом выполнен в той же стилистической тематике, как и предыдущие работы группы. Лирика песен всё также вдохновлена Древним Египтом и историями Говарда Филлипса Лавкрафта. Обложка альбома представляет собой крылатое кольцо Гора в окружении богинь «Нехбет» и «Уазет» в виде змей. Этот альбом группы Nile стал последним записанным на лейбле Relapse Records. Следующим лейблом с которым Nile заключили контракт, стал лейбл звукозаписи Nuclear Blast Records.

Карл Сандерс в одном из интервью прокомментировал смену лейбла звукозаписи:
Мы в восторге от возможностей и потенциала замечательных людей, работающих на лейбле Nuclear Blast Records. С еще большим нетерпением ждем начала работы над следующим своим альбомом, где смело продолжим доносить уникальный стиль группы — до наших поклонников. Также мы хотели бы поблагодарить всю команду Relapse Records за многие счастливые совместные годы работы. Мы продолжаем считать их нашими друзьями и товарищами и желаем им всего самого лучшего.
Лейблом Relapse Records 10 июля 2007 года был выпущен сборник «Legacy of the Catacombs», CD которого включает в себя 12 лучших песен за всю карьеру группы начиная с первого альбома «Amongst the Catacombs of Nephren-Ka» и заканчивая альбомом «Annihilation of the Wicked». В DVD вошли 3 студийных клипа группы, одним из которых был клип на песню «Sacrifice Unto Sebek».

## Список композиций
| №                   | Название                                                                                                  | Длительность |
| ------------------- | --- | ------------ |
| 1.                  | «Dusk Falls Upon the Temple of the Serpent on the Mount of Sunrise»                                       | 0:51         |
| 2.                  | «Cast Down the Heretic»                                                                                   | 5:45         |
| 3.                  | «Sacrifice Unto Sebek»                                                                                    | 3:03         |
| 4.                  | «User-Maat-Re»                                                                                            | 9:14         |
| 5.                  | «The Burning Pits of the Duat»                                                                            | 3:52         |
| 6.                  | «Chapter of Obeisance Before Giving Breath to the Inert One in the Presence of the Crescent Shaped Horns» | 5:21         |
| 7.                  | «Lashed to the Slave Stick»                                                                               | 4:18         |
| 8.                  | «Spawn of Uamenti»                                                                                        | 1:14         |
| 9.                  | «Annihilation of the Wicked»                                                                              | 8:36         |
| 10.                 | «Von Unaussprechlichen Kulten»                                                                            | 9:46         |
| 11.                 | «Sss Haa Set Yoth (Бонус для японского издания)»                                                          | 5:15         |
| Общая длительность: | Общая длительность:                                                                                       | 51:41        |

## Участники записи
- Карл Сандерс — вокал, гитара, бузуки, саз, синтезатор
- Даллас Толер-Уэйд — вокал, гитара
- Джордж Коллиас — ударные, перкуссия
- Джон Весано — вокал, бас-гитара
- Майк Бризиль — Ритуал изгнания нечистой силы в песне «Chapter of Obeisance Before Giving Breath to the Inert One in the Presence of the Crescent Shaped Horns»